# Slaap! (lied)
Slaap! is een lied van de Nederlandse rapper Jack. Het stond in 2022 als tweede track op het album Waterman.

## Achtergrond
Slaap! is geschreven door Dylan Klomp, Thijs van Egmond, Twan van Steenhoven en Willem de Bruin en geproduceerd door Thez. Het is een nummer dat past in de genres nederhop, trap en emo rap. Het refrein van Slaap! is een bewerking van het refrein van het lied Slaap van The Opposites uit 2006. Het idee om het lied te coveren kwam toen Jack het nummer hoorde toen iemand het nummer aanzette tijdens een autorit. Op dat moment besloot hij dat hij het nummer in een nieuw jasje wilde steken. Hij kreeg goedkeuring van The Opposites om het nummer te gebruiken, maar Jack vertelde in een interview dat hij Big2 en Willem graag nog persoonlijk had willen spreken over zijn versie, wat hij toentertijd (oktober 2022) nog niet had gedaan. In het lied rapt Jack over zijn eigen leven, wat hij mist aan zijn verleden en geeft hij redenen waarom het soms niet leuk is om hem te zijn. 

## Hitnoteringen
Ondanks dat het lied niet als single was uitgebracht, had Jack toch bescheiden succes met het lied in Nederland. Het stond op de 65e plaats van de Single Top 100 in de enige week dat het in deze hitlijst te vinden was. De Top 40 en haar Tipparade werden niet bereikt.